# Cyrtophora limbata
Cyrtophora limbata är en spindelart som först beskrevs av Tamerlan Thorell 1898. Cyrtophora limbata ingår i släktet Cyrtophora och familjen hjulspindlar.
Artens utbredningsområde är Myanmar. Inga underarter finns listade i Catalogue of Life.